# باب چپمن
باب چپمن (انگلیسی: Bob Chapman؛ زادهٔ ۱۸ اوت ۱۹۴۶) بازیکن فوتبال اهل بریتانیا است.
از باشگاه‌هایی که در آن بازی کرده‌است می‌توان به باشگاه فوتبال ناتینگهام فارست، باشگاه فوتبال برتون آلبیون، باشگاه فوتبال نوتس کانتی، و باشگاه فوتبال شروزبری تاون اشاره کرد.